# Adromischus cooperi

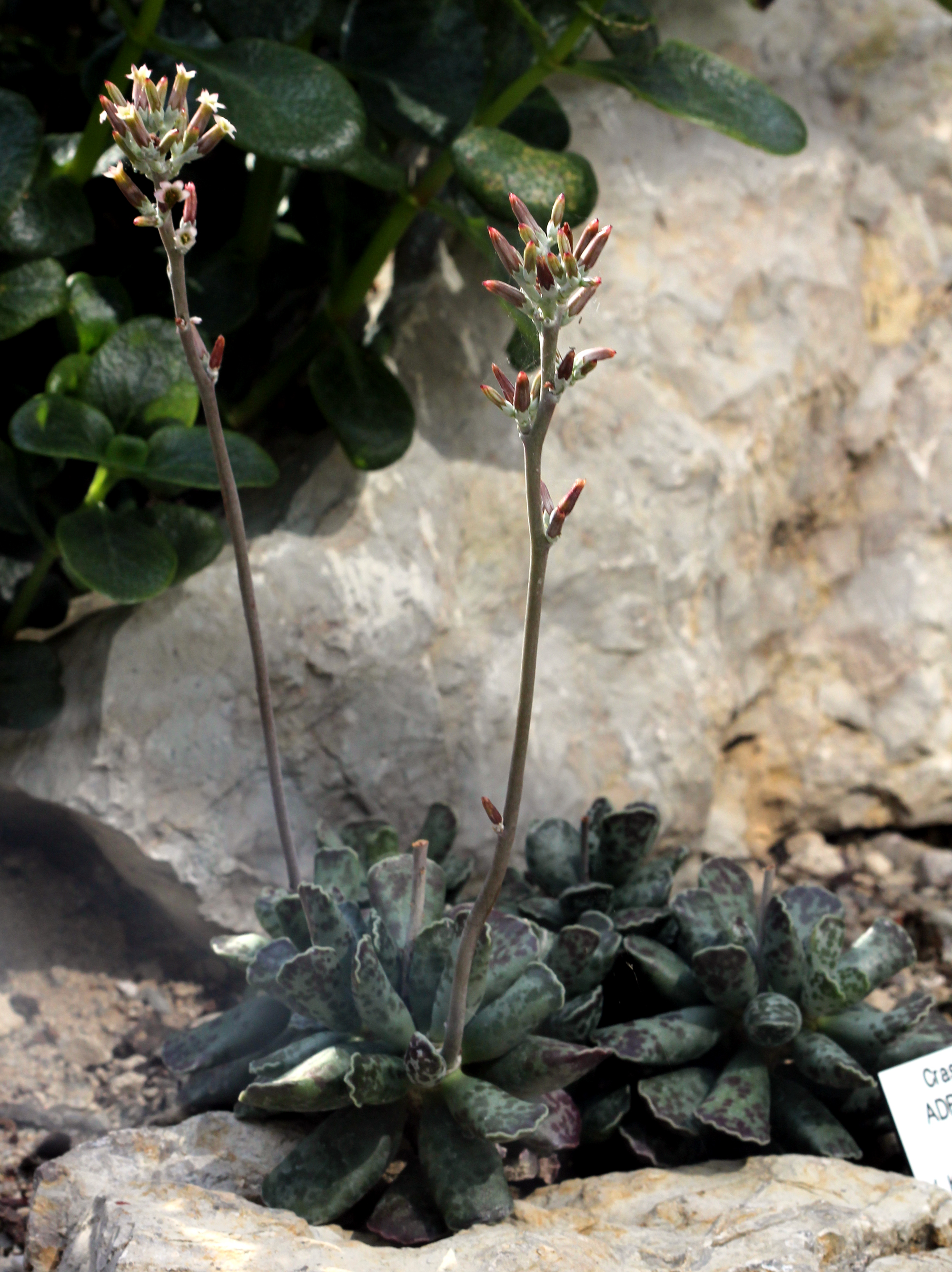
Inflorescència

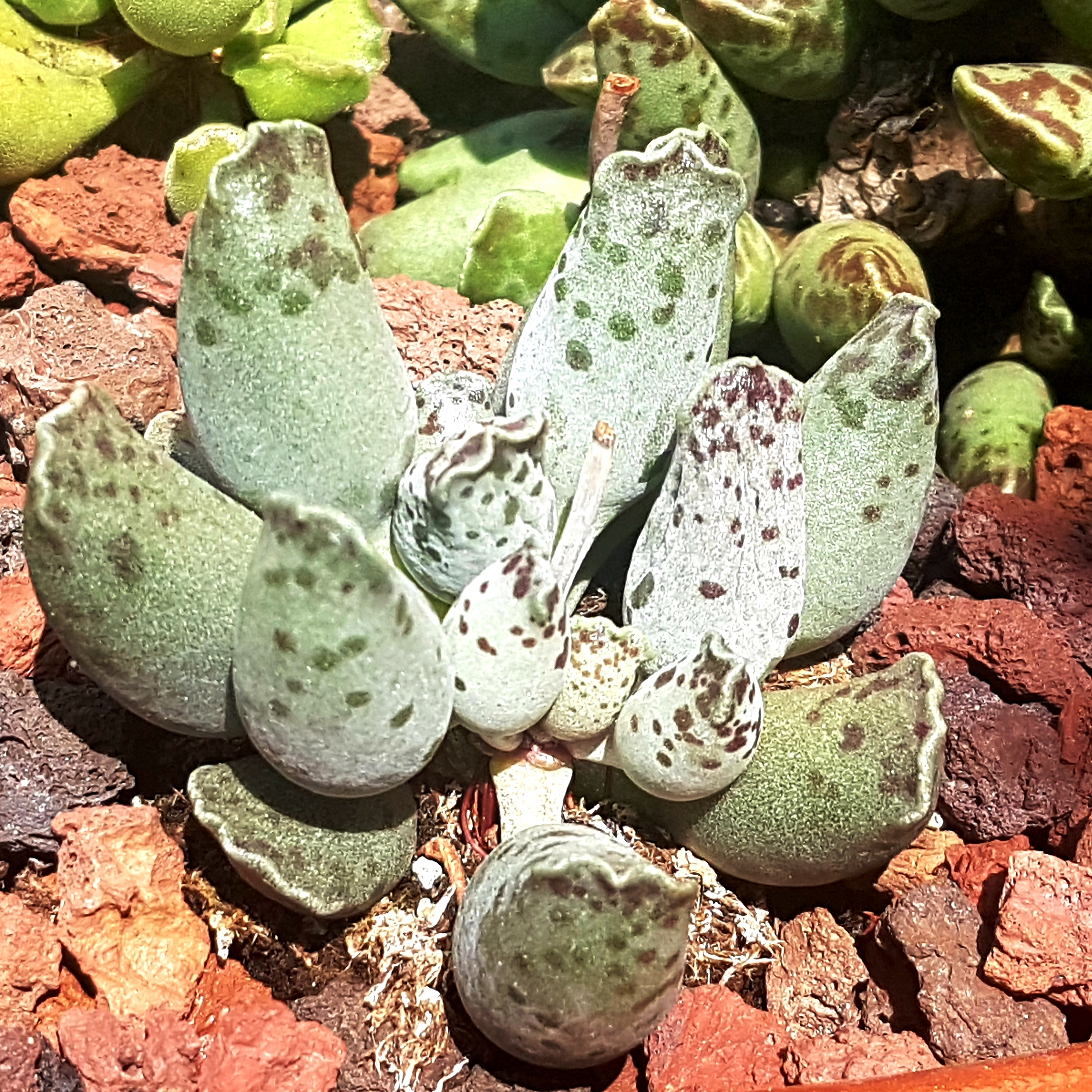
Adromischus cooperi (festivus)

Adromischus cooperi és una espècie de planta suculenta del gènere Adromischus, que pertany a la família Crassulaceae.

## Taxonomia
Adromischus cooperi A.Berger. va ser descrita per (Baker) Alwin Berger i publicat en Die natürlichen Pflanzenfamilien, Zweite Auflage 18a: 416. 1930.